# Stigmella geranica
Stigmella geranica (лат.) — вид молей-малюток рода Stigmella (Nepticulinae) из семейства Nepticulidae.
Эндемик Южной Африки: ЮАР (Natal). Длина 3,8—4,6 мм. Гусеницы питаются растениями вида Geranium cf pulchrum (Гераниевые), минируют верхнюю поверхность листьев.
В апикальной части передних крыльев развиты две жилки: R4+5 и M.